# Jegor Petrowitsch Kowalewski

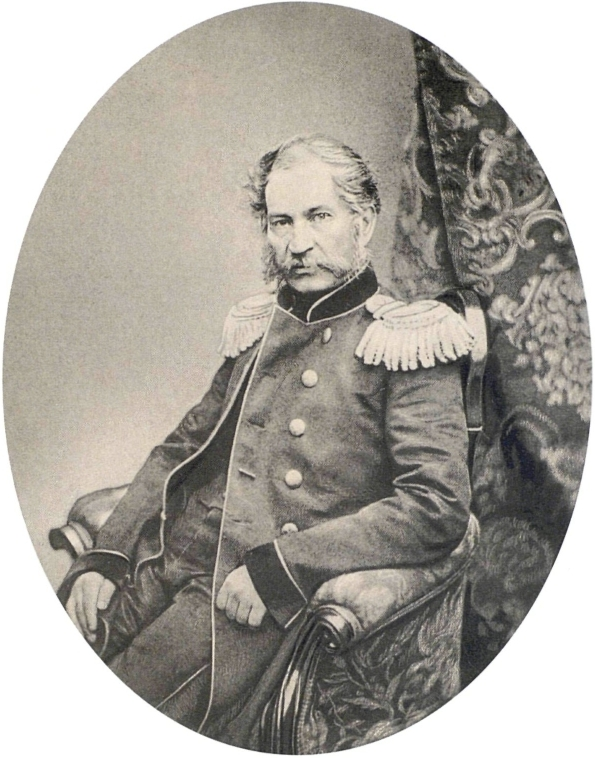
Jegor Petrowitsch Kowalewski (S. L. Lewizki, 1856)

Jegor Petrowitsch Kowalewski (russisch Егор Петрович Ковалевский; * 6. Februarjul. / 18. Februar 1809greg. im Dorf Jaroschowka, Gouvernement Charkow; † 20. Septemberjul. / 2. Oktober 1868greg. in St. Petersburg) war ein russischer Bergbauingenieur, Forschungsreisender, Diplomat und Schriftsteller.

## Leben
Kowalewskis Vater war Grundherr mit 180 Seelen (leibeigenen Bauern) im Gouvernement Charkow und 75 erworbenen Seelen im Gouvernement Sankt Petersburg. Kowalewski studierte 1825–1828 an der Universität Charkow in der Philosophischen Abteilung.
1829 trat Kowalewski in den Dienst des Departements für Bergbau und Salz-Angelegenheiten des Finanzministeriums. 1830 wurde er zum Bergbauingenieur ernannt. Er arbeitete in den Altaier und Uraler Hüttenwerken.
Kowalewski debütierte 1832 als Dichter mit der Veröffentlichung eines Gedichtbandes und einer Tragödie in 5 Akten. Er schrieb dann Romane und Erzählungen sowie Reisebeschreibungen.
1837 wurde Kowalewski auf Bitten des Fürstbischofs von Montenegro Petar II. nach Montenegro geschickt, um nach Gold-Vorkommen zu suchen. Kowalewski geriet dabei in Grenzkämpfe gegen österreichische Truppen, an denen er sich beteiligte. Um bei der Rückkehr nach Russland nicht bestraft zu werden, verfasste er auf Anraten des Botschaftsrats in Wien Alexander Michailowitsch Gortschakow einen ausführlichen Bericht, den Kaiser Nikolaus I. mit der Anmerkung versah, dass sich Kowalewski wie ein wahrer Russe verhalten habe. Seine 1841 erschienene Reisebeschreibung enthielt keine militärischen Inhalte zur Vermeidung von Zensurproblemen.
1839–1840 nahm Kowalewski an dem erfolglosen Feldzug des Orenburger Militärgouverneurs General der Kavallerie Wassili Alexejewitsch Perowski in das Khanat Chiwa teil. Dabei wurde er mit einer kleinen Gruppe von der Haupttruppe abgeschnitten und in einer alten Festung lange belagert.
1847 wurde Kowalewski von Muhammad Ali Pascha mit einer Expedition zur Goldsuche nach Ägypten eingeladen. Dafür erhielt Kowalewski Instruktionen aus dem Bergbauingenieur-Korps von Gregor von Helmersen und aus der Akademie der Wissenschaften von Adolph Theodor Kupffer und Christian Martin Joachim Frähn. Der russische Generalkonsul in Kairo A. M. Fock händigte ihm die Instruktionen des russischen Botschafters in Konstantinopel Wladimir Pawlowitsch Titow aus. Kowalewski sollte Informationen sammeln über die von Ali Pascha geplanten großen Projekte (Delta Barrages, Sueskanal), über den ägyptischen Handelsverkehr mit entfernten Orten in Abessinien und Arabien und über den in Ägypten blühenden Sklavenhandel. Zur Expedition gehörte auch der Botaniker Leon Cienkowski. 1847–1848 führte Kowalewski geologische Untersuchungen in Nordost-Afrika durch. Als einer der Ersten stellte er die geographische Lage der Quellen des Weißen Nils fest, die später bestätigt wurde. Er untersuchte die Methoden der Bewässerung am oberen Nil. Bei der Erforschung des Nebenflusses Tumat des Blauen Nils entdeckte er Gold-Vorkommen. Er empfahl die Anstellung eines Agenten des Kairoer Generalkonsuls in Massaua zur Entwicklung der Handelsbeziehungen mit Indien und den Häfen des Roten Meeres über Sues statt auf dem Weg um das Kap der Guten Hoffnung. Sein Buch über die Reise mit einer eingehenden Beschreibung Abessiniens veröffentlichte er 1849 ebenso wie eine Karte des östlichen Sudans und Abessiniens.
1849 begleitete Kowalewski die geistliche Mission nach Peking. Dabei war es ihm gelungen, die Mission statt auf dem üblichen Karawanenhandelsweg auf einem neuen Weg durch die Mongolei zu führen, was dann dem Handel Erleichterung brachte und die geographischen Kenntnisse der Mongolei erweiterte. Im Auftrag der russischen Regierung schloss er mit Vertretern der chinesischen Regierung einen russisch-chinesischen Handelsvertrag ab, der 1851 in Gulja unterzeichnet wurde.
1853–1855 nahm Kowalewski am Krimkrieg teil. Als 1853 Omer Pascha Latas Montenegro angriff, wurde Kowalewski als Kommissar nach Montenegro geschickt. Während der Belagerung von Sewastopol gehörte Kowalewski zum Stab Michail Dmitrijewitsch Gortschakows bis Oktober 1855 und sammelte Materialien für die Geschichte dieser Belagerung.
1856 wurde Kowalewski vom neuen Außenminister Alexander Michailowitsch Gortschakow zum Leiter des Asien-Departements des Außenministeriums ernannt, das er bis 1861 leitete. Er trug wesentlich zum Abschluss des Vertrags von Aigun bei, wofür er 1860 3000 Dessjatinen Land im Gouvernement Samara erhielt.

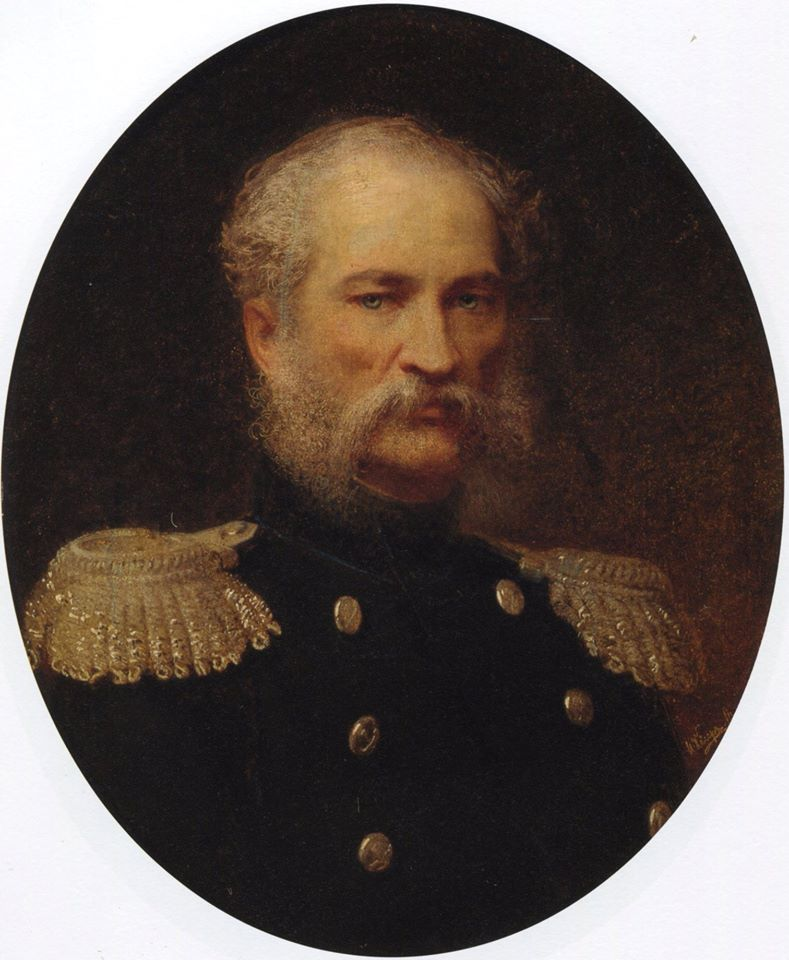
Jegor Petrowitsch Kowalewski (J. Köler, 1868)

1856 wurde Kowalewski Korrespondierendes Mitglied und 1857 Ehrenmitglied der Akademie der Wissenschaften.
1861 wurde Kowalewski als Generalleutnant zum Senator ernannt und wurde Mitglied des Rats des Außenministeriums.
1856–1862 war Kowalewski Assistent des Vorsitzenden der Russischen Geographischen Gesellschaft Großfürst Konstantin Nikolajewitsch. Dort unterstützte er den jungen Orientalisten Schoqan Uälichanuly bei der Erforschung des Yssykköl.
Kowalewski war Gründungsmitglied und ständiger Vorsitzender der Gesellschaft zur Unterstützung bedürftiger Literaten und Wissenschaftler.
Der Bergbauingenieur Jewgraf Petrowitsch Kowalewski und der  Generalleutnant Pjotr Petrowitsch Kowalewski  waren Kowalewskis  Brüder. Der Schriftsteller Pawel Michailowitsch Kowalewski war sein Neffe.